# 卡斯塔尼亞爾 (帕拉州)
1°17′49″S 47°55′19″W / 1.29694°S 47.92194°W

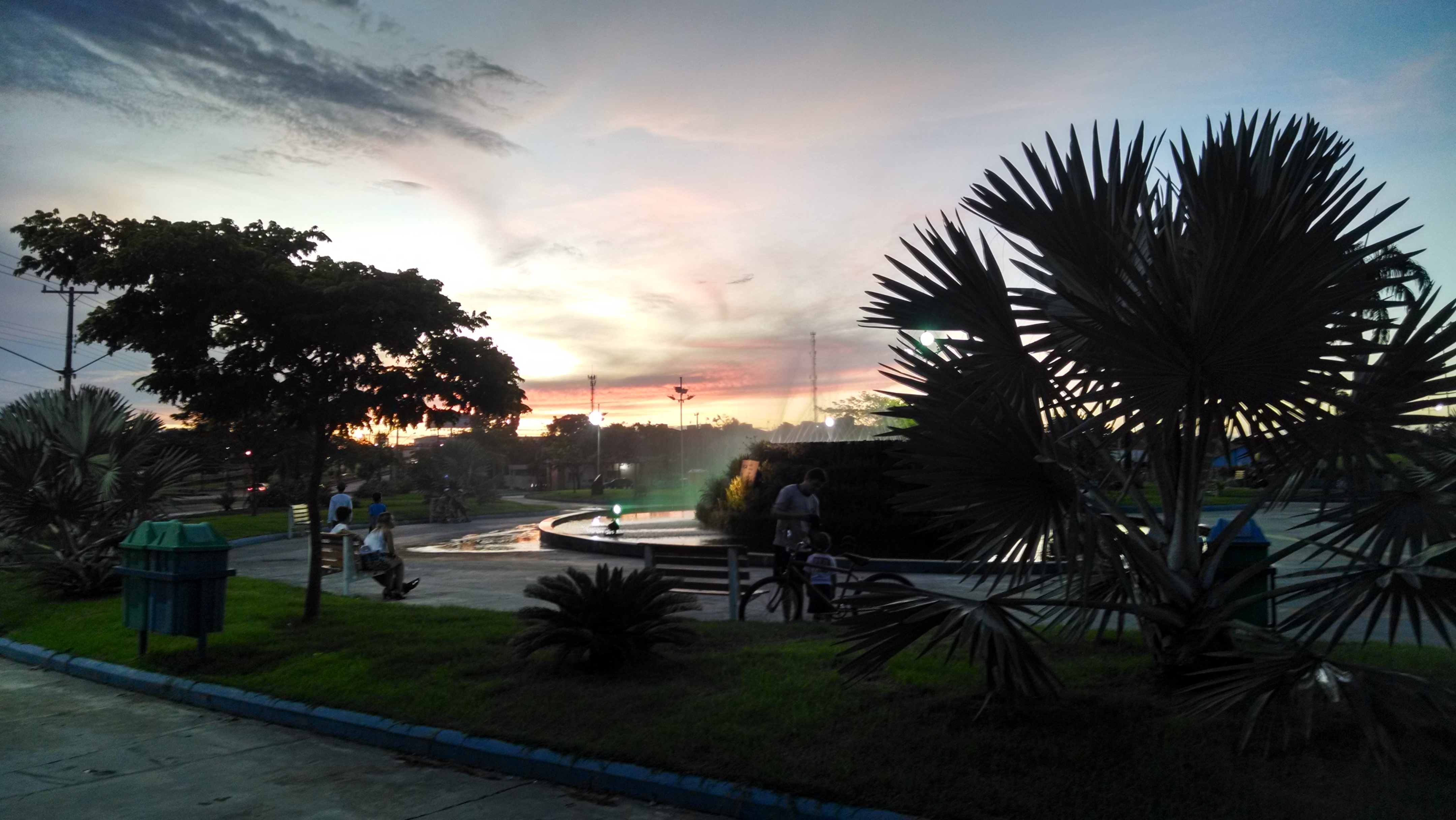
卡斯塔尼亞爾

卡斯塔尼亞爾（葡萄牙語：Castanhal），是巴西的城鎮，位於該國北部，由帕拉州負責管轄，始建於1899年8月15日，面積397.65平方公里，海拔高度141米，2013年人口183,917，人口密度每平方公里178.57人。